# Pidonia grallatrix
Pidonia grallatrix là một loài bọ cánh cứng trong họ Cerambycidae.